# گروه سی جام جهانی فوتبال ۲۰۱۰
بازی‌ها در گروه دوم جام جهانی فوتبال ۲۰۱۰ که از ۱۱ ژوئن تا ۲۲ ژوئن برگزار شد. در این گروه تیم‌های ایالات متحده، انگلستان، اسلوونی و الجزایر حضور داشتند و در پایان مسابقات، تیم ایالات متحده به عنوان نخست و تیم انگلستان پس از آن به مرحله حذفی جام راه پیدا کردند و دو تیم اسلوونی و الجزایر با کسب مقامهای سوم و چهارم از ادامه مسابقات جام جهانی باز ماندند.
| تیم                 | بازی | برد | مساوی | باخت | گل.ز | گل.خ | ت.گل | امتیاز |
| ------------------- | ---- | --- | ----- | ---- | ---- | ---- | ---- | ------ |
| ایالات متحده آمریکا | ۳    | ۱   | ۲     | ۰    | ۴    | ۳    | ۱+   | ۵      |
| انگلیس              | ۳    | ۱   | ۲     | ۰    | ۲    | ۱    | ۱+   | ۵      |
| اسلوونی             | ۳    | ۱   | ۱     | ۱    | ۳    | ۳    | ۰    | ۴      |
| الجزایر             | ۳    | ۰   | ۱     | ۲    | ۰    | ۲    | ۲−   | ۱      |

| انگلستان | ۱-۱ | ایالات متحده آمریکا |
| -------- | --- | ------------------- |
|          |     |                     |

| الجزایر | ۱-۰ | اسلوونی |
| ------- | --- | ------- |
|         |     |         |

| اسلوونی | ۲-۲ | ایالات متحده آمریکا |
| ------- | --- | ------------------- |
|         |     |                     |

| انگلستان | ۰-۰ | الجزایر |
| -------- | --- | ------- |
|          |     |         |

| اسلوونی | ۱-۰ | انگلستان |
| ------- | --- | -------- |
|         |     |          |

| ایالات متحده آمریکا | ۰-۱ | الجزایر |
| ------------------- | --- | ------- |
|                     |     |         |